# Doihara Kenji
Doihara Kenji (土肥原 賢二 Thổ Phì Nguyên Hiền Nhị), (sinh ngày 8 tháng 8 năm 1883 mất ngày 23 tháng 12 năm 1948), là một vị tướng của Lục quân Đế quốc Nhật Bản, là người vạch kế hoạch xâm lược Mãn Châu, và đã bị Tòa án Quốc tế Viễn Đông kết án tội phạm chiến tranh loại A và chịu án tử hình. Năm 1978, bài vị Doihara được đưa vào thờ ở đền Yasukuni. Vì nổi tiếng với thú tìm hiểu văn hóa Trung Quốc, ủng hộ một nhà nước Mãn Châu độc lập và kiến thức trận mạc phong phú, ông được ví von là "Lawrence xứ Mãn Châu", thông qua hình tượng người hùng Thế chiến I T. E. Lawrence.

## Tiểu sử

### Cuộc đời và sự nghiệp
Doihara sinh ra ở thành phố Okayama, tỉnh Okayama. Thời thanh niên ông theo học trường Quân sự dự bị, và tốt nghiệp khóa 16 Trường Sĩ quan Lục quân (Đế quốc Nhật Bản) vào năm 1904. Ông làm trong một Trung đoàn bộ binh với chức hạ sĩ quan, và quay lại trường học, tốt nghiệp khóa 24 trường Đại học Lục quân (Đế quốc Nhật Bản) năm 1912.
Sau khi tốt nghiệp ông là tùy viên quân sự tại Bắc Kinh, Trung Quốc. Doihara có thể nói thông thạo tiếng Hoa, và một số ngôn ngữ các vùng miền trên lãnh thổ Trung Quốc. Với khả năng thông thạo ngôn ngữ, lịch sử và văn hóa Trung Quốc, Doihara sớm được Bộ Tổng Tham mưu Lục quân Đế quốc Nhật Bản giao cho nhiệm vụ tình báo quân sự. Ông dành nhiều thời gian thu thập thông tin ở miền bắc Trung Quốc, trong khoảng thời gian từ năm 1921-1922, ông cùng với quân đội Nhật Bản tham chiến tại phía đông nước Nga trong cuộc can thiệp Xibia.
Tháng 7 năm 1927, được thăng hàm đại tá, làm việc tại bộ tư lệnh Sư đoàn 1 (Lục quân Đế quốc Nhật Bản).
Tháng 1 năm 1932, được giao phụ trách phòng đặc biệt của bộ tư lệnh đạo quân Quan Đông. Đến tháng 4, được thăng hàm thiếu tướng.
Tháng 3 năm 1936, được thăng hàm trung tướng. Doihara trải qua các vị trí tư lệnh sư đoàn 1, rồi sư đoàn 14, tư lệnh tập đoàn quân đoàn 5.
Tháng 10 năm 1940, vừa làm việc tại Bộ Tổng tham mưu Lục quân, vừa kiêm nhiệm Hiệu trưởng Trường Sĩ quan Lục quân (Đế quốc Nhật Bản).
Tháng 4 năm 1941, được thăng hàm đại tướng, làm cục trưởng Cục Hàng không Lục quân.
Tháng 5 năm 1942, tư lệnh Đông Bộ quân.
Tháng 3 năm 1943, tư lệnh Phương diện quân số 7 (Lục quân Đế quốc Nhật Bản) đóng ở Singapore.
Tháng 4 năm 1945, Cục trưởng Cục Quân huấn. Sau đó làm Tư lệnh Phương diện quân số 12 (Lục quân Đế quốc Nhật Bản) kiêm Tư lệnh Đông Bộ quân. Đến tháng 9, kiêm Tư lệnh Tổng quân số 1 (Lục quân Đế quốc Nhật Bản).
Ngày 30 tháng 11 năm 1945, giải ngũ.

### Sách
- Fuller, Richard (1992). Shokan: Hirohito's Samurai. London: Arms and Armor. ISBN 1-85409-151-4.
- Beasley, W.G. (1991). Japanese Imperialism 1894-1945. Oxford University Press. ISBN 0198221681.
- Barrett, David (2001). Chinese Collaboration with Japan, 1932-1945: The Limits of Accommodation. Stanford University Press. ISBN 0804737681.
- Bix, Herbert B (2001). Hirohito and the Making of Modern Japan. Harper Perennial. ISBN 0-06-093130-2.
- Hayashi, Saburo (1959). Kogun: The Japanese Army in the Pacific War. Cox, Alvin D. Quantico, VA: The Marine Corps Association.
- Maga, Timothy P. (2001). Judgment at Tokyo: The Japanese War Crimes Trials. University Press of Kentucky. ISBN 0-8131-2177-9.
- Minear, Richard H. (1971). Victor's Justice:  The Tokyo War Crimes Trial. Princeton, NJ, USA: Princeton University Press.
- Toland, John (1970). The Rising Sun: The Decline and Fall of the Japanese Empire 1936-1945. Random House. ISBN 0812968581.
- Wasserstein, Bernard (1999). Secret War in Shanghai: An Untold Story of Espionage, Intrigue, and Treason in World War II. Houghton Mifflin. ISBN 0395985374.